# Provincia Khorasan

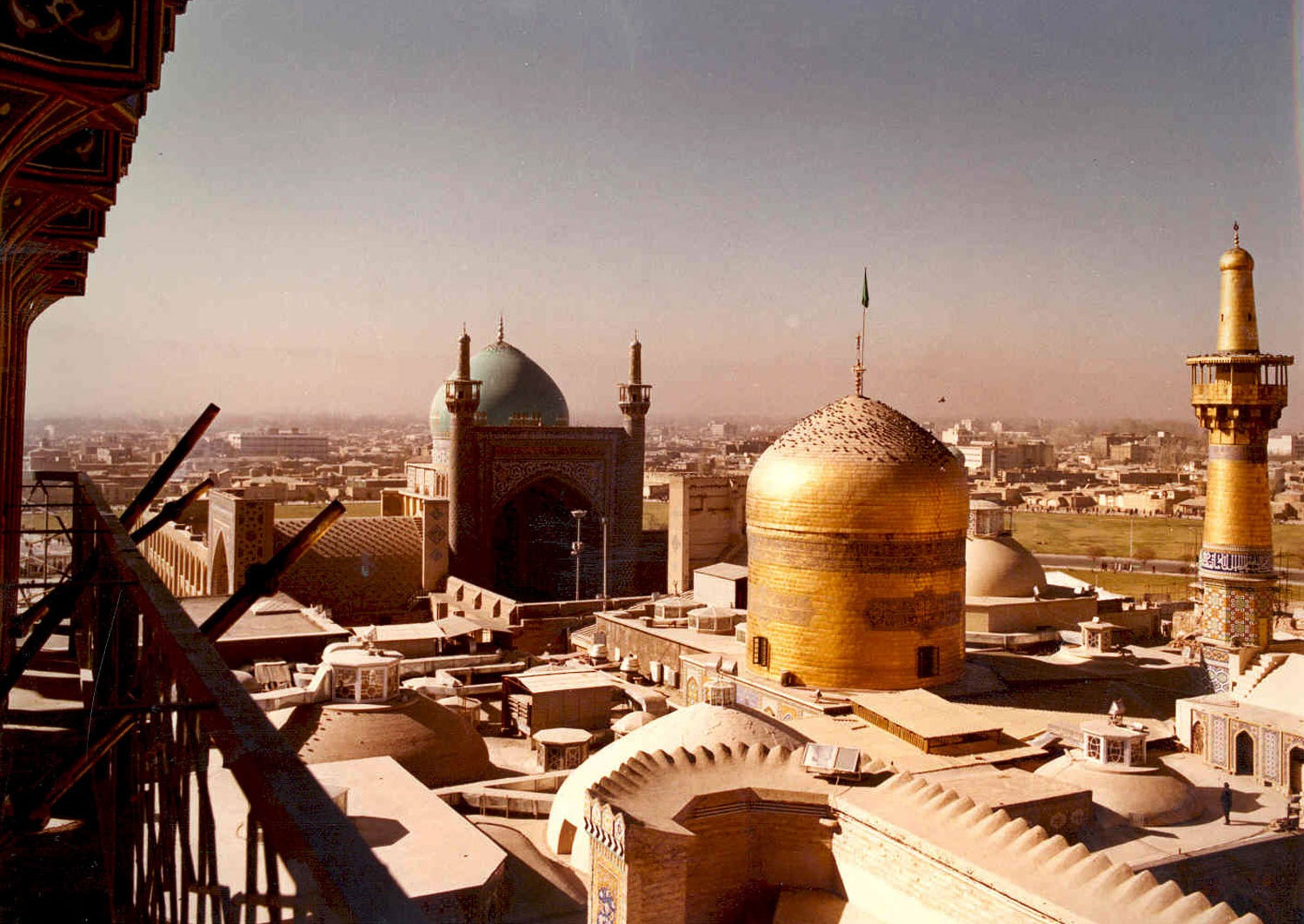
Cupolele moscheii Imam Reza și Moscheea Goharshad, în 1976, la Mashhad, un oraș important din fostul Khorasan și acum capitala provinciei Razavi Khorasan

Khorasan (în persană استان خراسان; de asemenea, transcrisă ca Khurasan și Khorassan), numită și Traxiane în vremea elenistică și a parților este o provincie din nord-estul Iranului dar istoric se referea la o zonă mult mai mare, care cuprinde estul și nord-estul Imperiului Persan. Numele Khorāsān este persan și înseamnă „de unde vine soarele”.  Numele a fost dat pentru prima dată provinciei estice a  Persiei în timpul Imperiului Sasanid și a fost folosit de la sfârșitul Evului Mediu în distincție față de Transoxiana.
Această provincie ai cărei oameni sunt în principal șiiți musulmani, cuprindea aproximativ jumătatea vestică a istoricului Greater Khorasan. Granițele moderne ale provinciei iraniene Khorasan au fost definite oficial la sfârșitul secolului al XIX-lea și provincia a fost împărțită în trei diviziuni administrative separate în 2004.
Gruparea teroristă ISIS-K poartă denumirea acestei provincii (Stat Islamic în Irak și Levant - Provincia Khorasan).